# Lithophane lapidea
Lithophane lapidea là một loài bướm đêm trong họ Noctuidae.